# Denominació d'Origen Qualificada Priorat
La Denominació d'Origen Qualificada Priorat és l'única denominació d'origen catalana reconeguda amb la màxima qualitat (DOQ). L'àrea de producció és al Priorat històric, al centre de la comarca del Priorat.

## Geografia
L'àrea de la denominació comprèn els municipis de Bellmunt del Priorat, Falset (parcialment), Gratallops, el Lloar, el Molar (parcialment), la Morera de Montsant, Poboleda, Porrera, Torroja del Priorat, la Vilella Alta i la Vilella Baixa.
La Denominació d'Origen Qualificada Priorat abasta un territori petit, que no arriba a les 20.000 ha, de les quals solament 1.600 ha estan plantades de vinya. L'orografia és molt accidentada, «cataclismàtica» en paraules de Josep Pla. Això fa que el conreu de la vinya sigui complicat, exigent i molt costós.
El tret característic de la denominació és el sòl de llicorella, una pedra de tipus pissarra, grisa i aspra. La geografia és abrupta, amb pendents tan pronunciats que cal construir-hi terrasses per al conreu de la vinya. La insolació és alta, la pluviositat és escassa i l'oscil·lació tèrmica pot arribar als vint graus. Aquestes condicions geogràfiques i climàtiques provoquen uns rendiments de raïm molt baixos que donen al vi una personalitat molt singular.

### Sòl
La qualitat del vi del Priorat ve donada en gran manera per les característiques geològiques del sòl; es tracta de litosols més o menys evolucionats, sobre un substrat compacte de pissarres del carbonífer (conegudes com a llicorella), de mitja o escassa profunditat, i amb perfils no gaire ben definits, sovint alternant amb bancs de quarsites. El trencament d'aquestes roques produeix una gran quantitat de pedres que preserva els sòls de l'erosió i permet el cultiu en forts pendents. Són sòls lleugerament àcids amb pH al voltant de 6 i amb un contingut de matèria orgànica al voltant del 2% en el seu horitzó superficial. Sovint el conreu es realitza mitjançant terrasses.

### Clima
El clima és de tipus mediterrani: temperat, amb vents secs predominantment del quadrant nord-est; la temperatura mitjana anual, que és de 15 °C, varia des dels 6 °C al mes de gener als 23 °C durant els mesos de juliol i agost. La pluviometria mitjana anual se situa en els 600 mil·límetres. Valors molt elevats d'insolació juntament amb un clima sec i una escassa pluviometria estival creen les condicions adequades per a una excel·lent maduració. La variabilitat dels factors que determinen el clima i el baix risc de malalties durant l'època de maduració, fan que la verema sigui molt prolongada, començant per Bellmunt del Priorat i el Lloar a mitjans de setembre i acabant a La Morera de Montsant i Porrera a finals d'octubre.

## Història
El conreu de la vinya i les tècniques d'elaboració del vi van ser introduïdes en aquesta zona al segle xii pels monjos de la cartoixa d'Escaladei, procedents de Provença.
La tradició vitivinícola s'ha mantingut al llarg de generacions, però va ser l'arribada d'enòlegs i cellers forans a la segona meitat del segle xx que van fer de revulsiu per l'elaboració de vins de qualitat.
El 1932 ja es va reconèixer el Priorat com a zona vitivinícola a protegir. El 1954 es va aprovar el primer reglament de la DO Priorat. La seu del Consell Regulador es va establir a Reus fins que el 1999 es va traslladar a Torroja del Priorat. L'any 2000 l'Institut Català de la Vinya i el Vi (INCAVI) va aprovar l'atorgament de Denominació d'Origen Qualificada reconeixent la qualitat i l'especificitat adquirida pels seus vins. S'exporta principalment als Estats Units i a Suïssa.
Fi 2016 hi havia 106 cellers reconeguts, majoritàriament per cellers d'explotacions familiars, i per cooperatives i empreses. Les dimensions i característiques d'aquests cellers es tradueixen en una atenció personalitzada de la vinya, i una gran cura del raïm.

## Vinificació
Hi predominen els vins negres, que representen el 90% de la producció. Les varietats de raïm recomanades són la garnatxa i la carinyena. Els vins tenen una alta graduació, d'un mínim de 13.5° arriben fins a 23°. Són forts, brillants, persistents, rics en taní que fa que siguin força astringents. Els criança i reserva envellits en roure gaudeixen d'una alta consideració.